# 天草市立島子小学校
天草市立島子小学校（あまくさしりつ しまごしょうがっこう）は、かつて熊本県天草市有明町大島子にあった公立の小学校。
2018年（平成30年）3月末をもって閉校し、天草市立有明小学校に統合された。

## 概要
歴史
1875年（明治8年）創立。2018年（平成30年）に閉校し、143年の歴史に幕を下ろした。
校訓
「知をみがき、心ゆたかに、たくましく」
校章
中央に「小」の文字を図案化したものを配している。
校歌
作詞は谷口幹人、作曲は西牟田明による。歌詞は4番まであり、各番の歌詞中に校名の「島子小」（4番は「島子小学校」）が登場する。

## 沿革
- 1875年（明治8年）4月 - 「公立大島子小学校」が創立。
- 1889年（明治22年）4月1日 - 町村制施行により、天草郡2村（大島子・小島子）が合併の上、「島子村」が発足。
- 1892年（明治25年）- 「大島子尋常小学校」に改称。
- 1894年（明治27年）10月1日 - 最終所在地へ移転を完了。
- 1914年（大正3年）3月31日 - 小島子小学校を統合の上、「島子尋常高等小学校」に改称。
- 1941年（昭和16年）4月1日 - 国民学校令施行により、「島子村島子国民学校」と改称。尋常科を初等科に改める。
- 1947年（昭和22年）4月1日 - 学制改革により、新制小学校「島子村立島子小学校」と改称。
- 1956年（昭和31年）6月1日 - 天草郡7村の合併により、「有明村」が発足。「有明村立島子小学校」と改称。
- 1958年（昭和33年）1月1日 - 有明村の町制施行により、「有明町立島子小学校」と改称。
- 2006年（平成18年）3月27日 - 天草市立島子小学校と改称
- 2006年（平成18年）3月27日 - 2市8町が合併し、「天草市」が発足。「天草市立大楠小学校」（最終名）と改称。
- 2018年（平成30年）
  - 3月31日 - 閉校。143年の歴史に幕を下ろした。
  - 4月1日 - 天草市立小学校3校（大楠・浦和・島子）の統合により、「天草市立有明小学校」が新設される。
  - 跡地は島子地区コミュニティセンター（公民館）として使用されている。

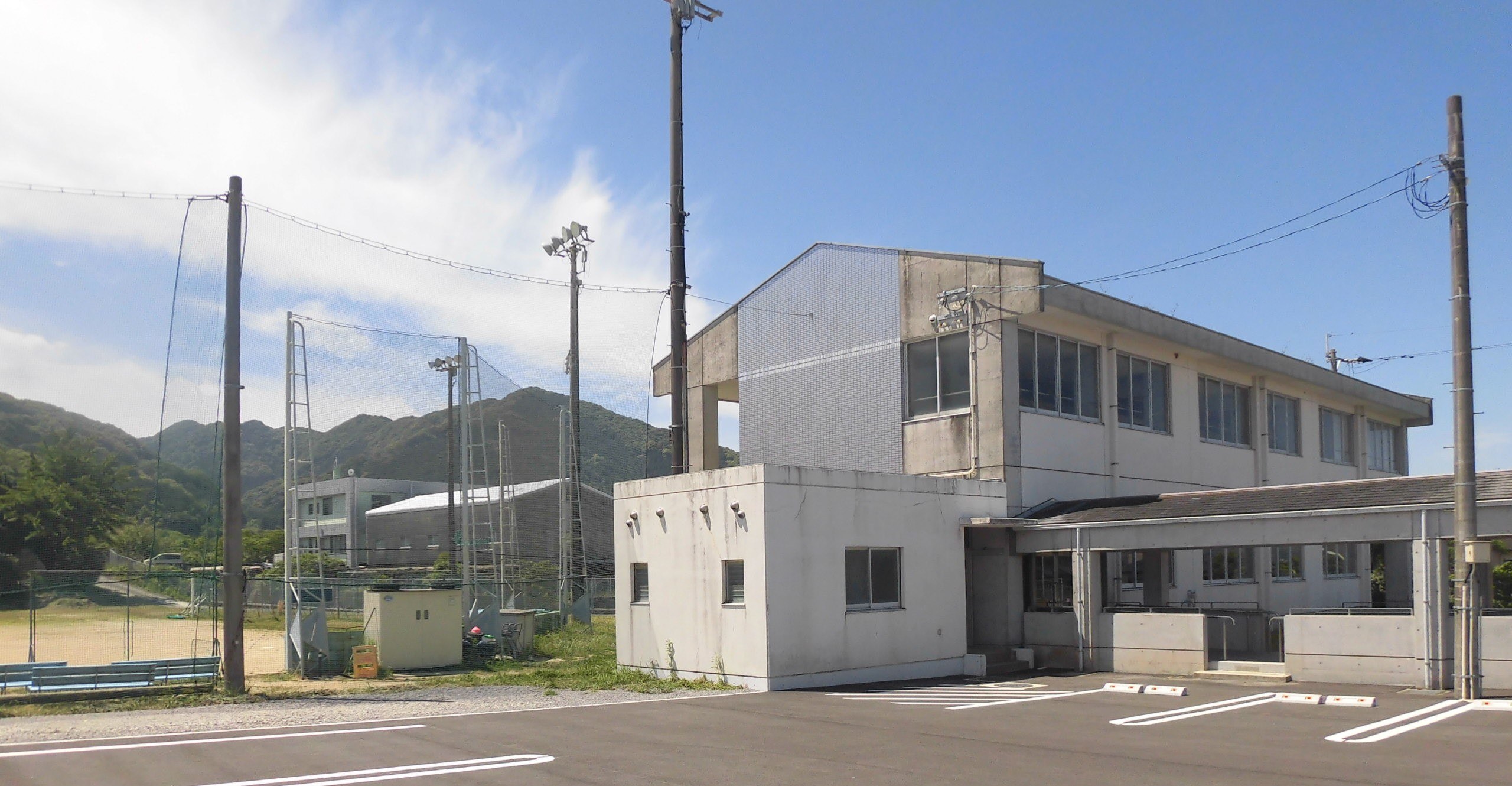
島子小 校舎
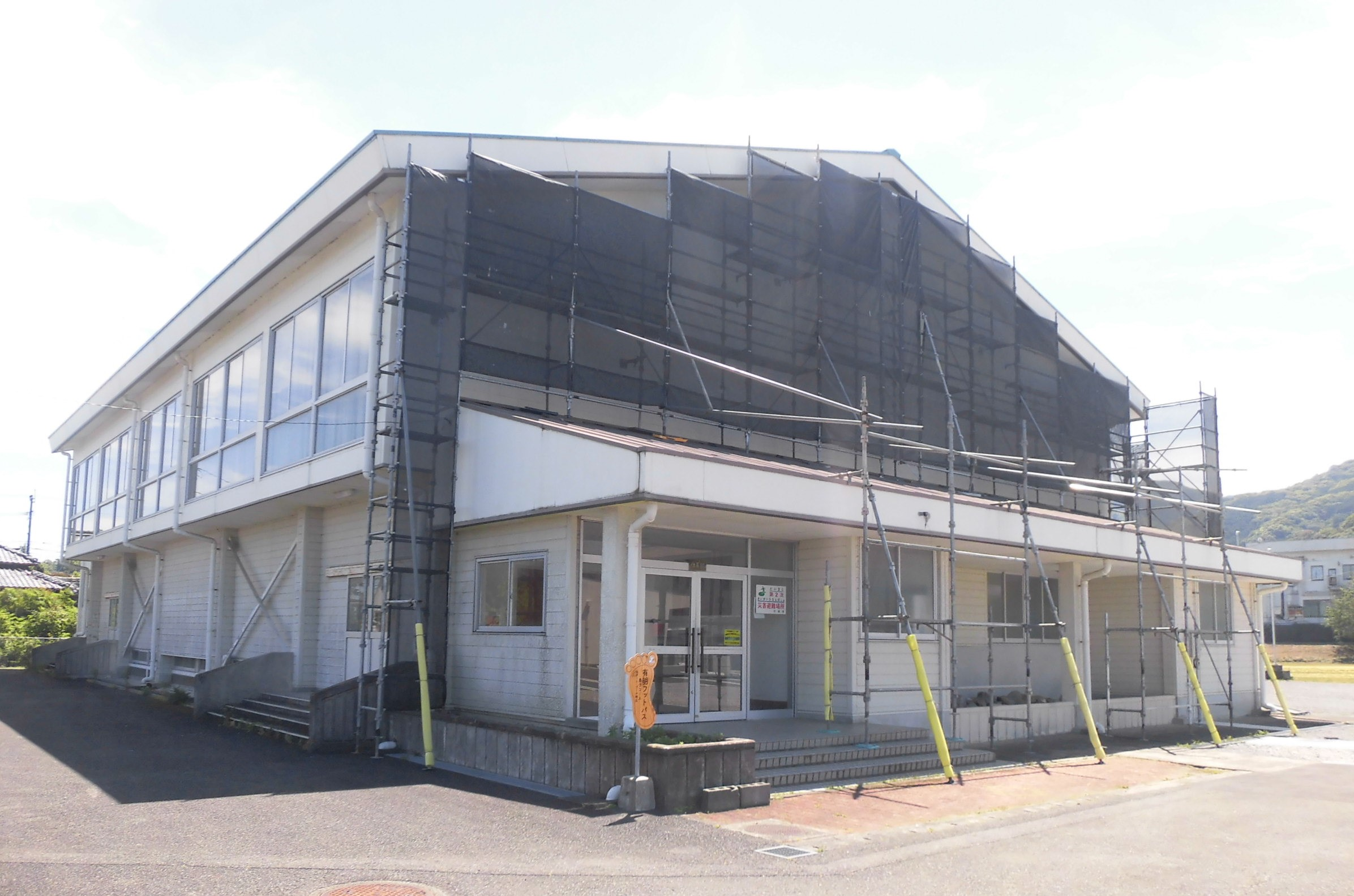
島子小 体育館
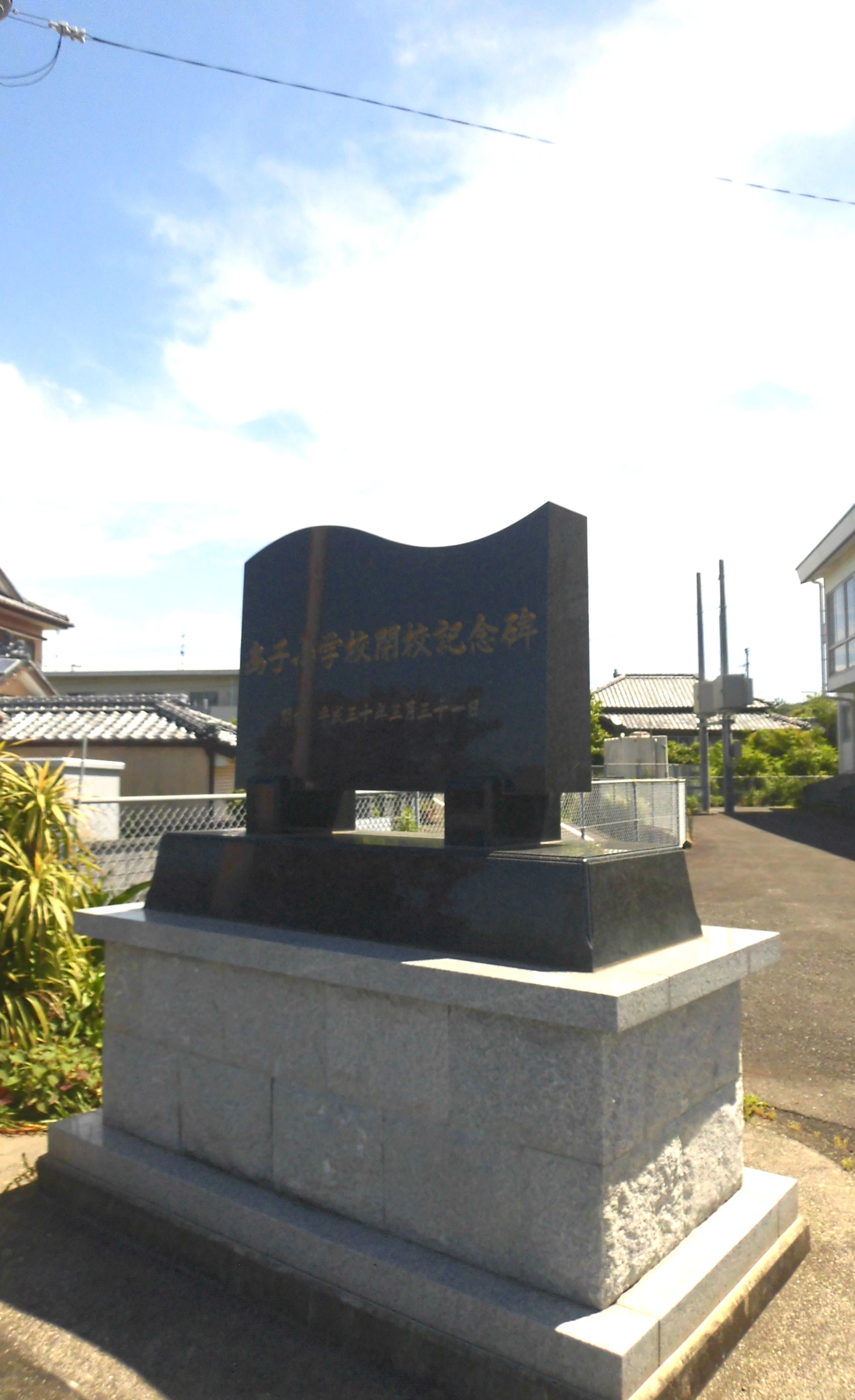
島子小 閉校記念碑

## 交通アクセス
最寄りのバス停留所
- 九州産交バス 「島子」停留所

最寄りの幹線道路
- 国道324号

## 周辺
- 島原湾
- 島子保育園
- 大島子八幡宮